# Rottum (Groningen)
Rottum (dialekt groningski Röttem) – wieś w Holandii, w prowincji Groningen, w gminie Eemsmond. 